# 星亨
星 亨（ほし とおる、嘉永3年4月8日〈1850年5月19日〉 - 明治34年〈1901年〉6月21日）は、日本の英学者、弁護士、政治家。伊庭想太郎に暗殺された。

## 概要
江戸・築地の左官職人の子に生まれる。明治維新後に横浜税関長となり、後に渡英して法廷弁護士(バリスタ)資格を取得、日本でも代言人（後の弁護士）となる。
1882年（明治15年）、自由党に入党し、『自由新聞』の経営に参加。1884年（明治17年）には自ら新聞『自由燈』を創刊し、政府批判の論客となったが、その前後に官吏侮辱罪などで2回入獄。1887年（明治20年）には在野各党の大同団結運動を推進した。
1892年（明治25年）、第2回総選挙に当選し、衆議院議長を務めた。翌年、後藤象二郎とともに取引所設置をめぐる疑獄事件に連座して除名されたが、議長解任決議を数度にわたって無視し、登院したことで知られる。
日清戦争後、韓国の法律顧問に就任し、1896年（明治29年）には駐米公使に就任。1898年（明治31年）に憲政党内閣（隈板内閣）が誕生すると帰国して憲政党を分裂させ、1900年（明治33年）に伊藤博文とともに立憲政友会を結党した。同年の第4次伊藤内閣で逓信相として初入閣したが、東京市疑獄事件の中心人物と目され辞職。1901年（明治34年）、伊庭想太郎に刺殺された。
生前は金権党利党略の徒として激しく批判されたが、実際は我が国に立憲体制を根付かせ、独立不羈の強国としなければならないという強い思いに貫かれていた。
その勉強振りは凄まじく獄中でも当時最先端の経済書であるジェヴォンズやマクラウドを原書で読んでいた。
星の政治主張・手法は、積極的建設主義（Positive constructive）であり、軍事拡張、産業の発展により日本を不覊独立の国とすること、その手法として地方からの港湾・鉄道・大学等のインフラ整備の要望を政党が取り込み実現し、地域への利益誘導を図り、支持獲得・党勢拡大を目指す日本型政党政治の原型を築いたとされる。自身が独立不羈の星は、自由党→政友会を中心とした我が国の立憲体制確立と積極主義による国力増強に決定的な役割を果たした。

## 生涯
旧暦・嘉永3年4月（1850年5月）、江戸築地小田原町（現・東京都中央区築地）に、左官職人佃屋徳兵衛の長男として生まれる（幼名浜吉）。母は松（相模国浦賀の漁夫の娘）。二人の姉がいた。徳兵衛の破産失踪後、娘二人を奉公に出し、松は浜吉を連れて漢方医星泰順と再婚、星姓を名乗った。
一家で横浜に転居後、神奈川奉行所付蘭方医渡辺貞庵に弟子入りし、そのつてで、通商上英語のできる人材育成のために幕府が設立した横浜英学所（文久2年設立：ヘボンが設立と教授に参画）で英学を学び始めた。その後、江戸で持参金を約して御家人小泉家の養子となり、役務として幕府陸軍三兵隊（文久2年創設）の軍事調練に加わるが挫折（のち養子も破談）。開成所教授前島密の家塾に入り、前島の仲介で慶応3年（1867年）に開成所に入所、英語世話役心得に推され仏語も学んだ。さらに同所教授何礼之の私塾に移り、同年10月に何が海軍所へ転出する際、その推薦で同所英語世話役となったが、戊辰戦争勃発により3か月で失職。横浜居留地で『万国新聞紙』を発行していた英国領事館付牧師マイケル・ベイリーを手伝い、英字新聞の翻訳で日銭を稼いだ。
明治元年（1868年）、開成所同窓生らの縁で若狭国小浜藩英学校教師、さらに大阪に移った何礼之の瓊江塾助教となり、明治2年9月（1869年10月）には何が設立に尽力した大阪洋学校訓導、翌年同校が大学南校分校（大阪開成所）となると小助教となった。まもなく、陸奥宗光から洋学教師の人選を依頼された何の推薦で、大阪の和歌山藩邸で洋学助教として教え、のち同藩兵学寮（明治2年末設置）出仕となった。
廃藩置県後の明治4年8月（1871年10月）に陸奥が神奈川県知事に就任すると、同時期に星も和歌山県貫属の身分で横浜の英学校・修文館の教師に就任。明治5年3月（1872年4月）、神奈川県二等訳官に補され、学校事務取扱として修文館（啓行堂）教頭に任ぜられた。さらに、大蔵省租税頭兼任となった陸奥の引き立てにより、同年4月に大蔵省雇、9月には租税寮七等出仕となり、新暦・1874年（明治7年）1月、横浜税関長（租税権助・従六位）に抜擢された。ところが同年5月、いわゆる「女王事件」を引き起こし、7月に非職扱いとなった。
まもなく、同年9月に太政官より英国留学を命ぜられ、翌月に横浜出航、1875年（明治8年）1月、ロンドンのミドル・テンプル（4大法曹院の一つ）に入学、1877年（明治10年）6月には法廷弁護士 Barrister 資格取得者となった。帰国後、1878年（明治11年）2月には、司法省付属代言人（後の弁護士）の第一号となった。初の大仕事である高島炭鉱事件での後藤象二郎の弁護で一挙に名を高め、官庁依頼の訴訟では高額の弁護料を要求し、財産を築く。
1882年（明治15年）、前年10月に結成された自由党（84年10月解散）に入党し、機関紙『自由新聞』の経営に参加。以降、民権運動の他の領袖たちが機会主義的に右顧左眄するなかで、一貫して自由党の維持と運動の再建に尽力する。1883年（明治16年）4月の党大会で常議員に就任。7月より治罪法に基づく初の高等法院裁判として福島事件の国事犯審理が東京高等法院で開かれた際、星は被告河野弘中の弁護人を務めた。6月、党総理の板垣退助が欧州漫遊から帰国後、藩閥政府との対抗する意欲を失い、総理辞任、自由党解党を唱えるが押し留め、翌1884年（明治17年）3月の党大会で板垣に総理再任を承諾させた。5月に新聞『自由燈』（後朝日新聞社に売却し、「東京朝日新聞」となる)を創刊。同年9月22日、前日の演説が官吏侮辱罪にあたるとして新潟で逮捕され、12月18日、新潟軽罪裁判所は重禁固6か月、罰金40円と判決。この間9月に自由党員による加波山事件が出来し、責任追及を恐れた板垣と土佐派は星不在の11月の党大会で解党を決議。
また、1885年（明治18年）末に発覚した大阪事件をめぐる裁判では大井憲太郎らを弁護した。
1886年（明治19年）10月24日、星・中江兆民らが発起人となり、東京で旧自由党員を中心に全国有志懇親会を開き、星らは小異を捨てて大同団結すべしと主張。藩閥政治を批判し、1887年（明治20年）の三大事件建白運動に参加した。これがきっかけで、保安条例で東京を追われ、出版条例違反で投獄される。
釈放後の1888年（明治21年）に日本を発ち、カナダに7か月、その後ワシントン州、ニューヨークに3か月、英国に1年、さらにドイツ帝国（ベルリン）に滞在し、1890年（明治23年）に帰国。この外遊で日本の民権運動の意義を訴えたが全く相手にされず、日本が西洋人の眼中にないことを痛感、それまでの民力休養論者から、他国から畏敬され国勢を発展させるための租税増徴と軍備増強を是とする富国強兵の立場に転向し、同年結成の立憲自由党に参加した。
1892年（明治25年）、自らの衆議院議長就任を公約として第2回衆議院議員総選挙に栃木県第1区から出馬、当選を果たした。陸奥宗光の意向を受け、「独立倶楽部」を星支持でまとめた岡崎邦輔の奔走もあり、第2代議長に選出された。第三議会では陸奥の指示もあり、松方内閣を厳しく追い詰めた。内閣弾劾決議が可決され、追加予算は削除され、追い込まれた松方内閣は辞職した。次いで成立した元勲総出の第2次伊藤内閣に、天皇から不信を蒙っていた陸奥が外相として入閣したのは、元老が星が主導する自由党との協調なくしては議会政治運営が不可能であることを悟ったことによる。
第四議会を前に自由党幹部は「世間の風評に構わず飽くまで積極的建設主義（Positive constructive）の方針を執り、この主義に合うものは全て採用すること、吏党とか民党とか批評に構わざること」を決議し、第四議会においては陸奥と協調し、自由党を強引に伊藤内閣支持に転換させ、予算案に関する「和協の詔勅」の受諾で党内をまとめた。これは藩閥政府対民党という構図を崩壊させた日本政治史上最大の画期であり、議会第一党が政府を批判するのみでなく、国家的見地に立ち、政府との妥協や調整を通して施策に責任を持つ体制の濫觴であり、その後の政友会や自民党に引き継がれた日本の立憲政党政治確立への大きな一歩であった。しかしその過程で、地租軽減を公約としていた党内や民党連合を壊された改進党、存在を軽視された吏党議員からは恨みを買うこととなり、その憎悪は星議長に対する不信任として噴出した。
1893年（明治26年）11月29日、衆議院にて相馬事件の被告弁護、取引所からの収賄疑惑などにより議長不信任案が可決される。星は議長辞職を拒否したため、さらに12月1日議長不信任上奏案が可決された。翌2日、明治天皇は上奏は議長更迭の請願か、議院の不明を謝するの意かと質問し、衆議院は後者の意とする奉答案を可決。12月5日、衆議院は議院法第96条に基づき星に対して一週間の登院停止の懲罰、さらに同13日には最も重い懲罰である議員除名が議決された。しかし、3か月後の衆院選挙で再選され、政界に復帰した。
その後政務委員として党幹部に返り咲くが、苛烈な選挙で莫大な借金を残し、日清戦争開戦による挙国一致ムードの中で政争は棚上げとなり、星の活動の場は失われた。失意の中で朝鮮視察に赴き、井上馨駐朝公使から朝鮮経営に参画するよう勧められ、1895年（明治28年）3月、朝鮮に渡り法務部門顧問となる。しかし、三国干渉により朝鮮での日本の権威は失墜し、星は親日派の内部大臣朴泳孝を閔妃に取り入らせ、宮廷を握ろうと画策するが失敗、8月には井上が公使を辞任した。後任の三浦梧楼からは軽視され、10月の閔妃暗殺事件でも計画の埒外に置かれ、善後策協議のための使者として東京へ向かい、そのまま朝鮮へは戻らなかった。
自由党と伊藤内閣との提携は専ら林有造と伊東巳代治との間で維持されたため星の出番は無く、陸奥も日清戦争終結の心労から病床にあった。板垣入閣問題で伊藤邸に乗り込むなどしたが、既に党内全体が政府との提携を是認している状況では、少数派の関東派を率いる星が主導権を取ることはかなわず、党内で孤立した星は1896年（明治29年）2月、伊藤博文に外国行きの希望を洩らす。
4月に駐米公使に任命され、関東派を陸奥に託し渡米した。この間、法典調査会委員、鉄道国有調査会委員などにも任ぜられた。
1898年（明治31年）の第1次大隈内閣（隈板内閣）では、外務大臣として入閣する予定であったが、大隈重信首相がこれを拒否、憲政党分裂を生む原因となった。1899年（明治32年）の憲政党東北出張所開設式において、東北築港、東北鉄道完成、東北大学設置を決議。
「自由党は専制の昔時において破壊の運動をなせるも、憲政の今日は積極的に建設の運動をなしつつある者なり」とし、「経済、交通において西南に比して劣る東北は鉄道、築港等の建設主義を取らなければならない、自由党は東北において必ず是等の事業を成就しなければ責任を全うしたものでない」とする、日本政党史上画期的な演説をなす。それまで、田舎代議士の機嫌を取るための厄介ごとと考えられていた地方的利益実現要求を、利用すべき資源と捉えて積極的に喚起し、その実現を政府と提携する政党に期待させることで党勢拡大を図る戦略を開発、確立した。1900年（明治33年）発足の立憲政友会に参加したことで伊藤博文から信頼を受け、第4次伊藤内閣において逓信大臣として初入閣。その逞しい政治手腕から「おしとおる」と渾名された。収賄などの噂も絶えなかったが、星の活躍への嫉妬によるもので本人は金銭に無頓着であった。。
1900年（明治33年）11月15日、東京市会汚職事件に関して市参事会員を兼任していた星逓信相らが告発され、12月20日星は辞表を提出。同月22日、原敬が後任として任命された。日本裏面史より見れば、三多摩の村野常右衛門、森久保作蔵など大阪事件以降の自由党右派の壮士たちを政界に引き入れていることから、たとえ星自身が金銭的に潔白であるとしても、東京市政の疑獄の数々には星の責任も大きいと言われる。
1901年（明治34年）6月21日午後3時過ぎ、東京市会議長に就任していた星は、東京市庁参事会議事室内で市長・助役・参事会議員らと懇談中、元東京市四谷区学務委員の伊庭想太郎（心形刀流剣術第10代宗家）によって刺殺された。満51歳没。その2年前に星は静岡県の長沢雄盾宅にて、大本の出口王仁三郎と会談し、出口に死を予言されていた。墓所は東京大田区の池上本門寺。
妻は星つな（津奈、綱、綱子）、養嗣子の星光が家督相続した。
1913年（大正2年）、星光および遺族は1万冊余の蔵書を慶應義塾大学に寄贈、「星文庫」として保管されている。

## 移民政策の推進
1894年（明治27年）、官約移民の廃止にあたって、星は私約移民体制の設置を日本政府に働きかけ、民間移民会社の認可を取り付けた。以後、日本の民間会社を通した斡旋が行われるようになった。当時は海外移民と国内との送金業務は横浜正金銀行が独占していたが、星は五大移民会社（広島海外渡航会社、森岡商会、熊本移民会社、東京移民会社、日本移民会社）のうち主要数社の事業に関与していた。当時ホノルルで稼働していた鉄道を国内へも導入しようとした井上敬次郎の活動にも助力した。

## エピソード

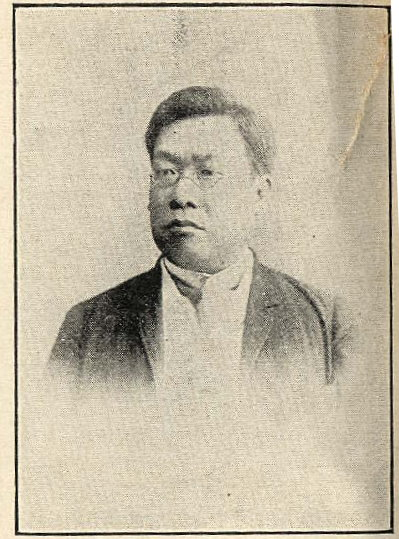
星亨

- 神奈川県出仕時代、大坂から付いてきた4、5人の書生と起居を共にし、街に出て飲みかつ放吟しては邏卒と揉み合うことしばしばで、大蔵省出仕時の明治5年6月、車夫を殴打し邏卒に乱暴したとして、閉門百日を命じられ、8月に大蔵省も失職する。上京した両親は、失職した星が大勢の食客を抱えているのに呆れ、「この際書生を断ってはどうだ」と説いたが、有意な人材だから及ぶ限り養うと言って聞かず、愛蔵の蔵書も売り払って食費に充てたという。閉門が解けた時、陸奥宗光は生活を変えさせるために、自らの屋敷に移るよう勧め、星が書生がいるからと断ると陸奥は書生たちも一緒に来てもかまわぬといい、「食客の食客」という世間に例のない体裁で陸奥屋敷に移った。[23]
- 横浜税関時代、外交官特権を楯に荷物検査の強要を抗議したロシア臨時公使に対して、氏名を告げなかったそちらが悪いと突っぱね、所定の波止場以外から乗下船しようとする外国人に対しても密輸封じの厳重な取り締まりを行った。[24]
- 1874年（明治7年）5月の女王事件[9] - 星が英国領事への英文書翰中の Her Majesty's Court を訳文で「女王陛下ノ裁判庁」と表記したところ、ロバートソン領事が「女帝」でなく「女王陛下」となっているのは不敬無礼だと難癖を付けてきた。星は英国でEmpressでなく、Queenを自称しているのだから、「女王陛下」で誤りではないと突っぱねたところ、翌6月に英国公使パークスが外務省に乗り込み、「貴国天皇ヲ男王ト云フモ宜敷星ノ女王ト云セシヲ罰セスンハ我モ亦タ貴国男王ト唱フヘシ」など星の免職と謝罪を迫った。困惑した三条太政大臣と寺島宗則外務卿は、星に文書を改め、陳謝するよう言い含めたが、星は先方こそ不当と上申を行った。英国の威勢を恐れる政府が、公文書には外国君主の公称はすべて「皇帝陛下」を宛てることとし（明治7年太政官達98号[25]）、星に対しては、贖罪金二円を科し、横浜税関長を免職にして、パークスをなだめ事件を落着させた。
- 1893年（明治26年）11月29日、衆議院では同院議長であった星に対する議長不信任案が166対119で可決された。しかし、星は「条約改正を支持する自分に対する硬六派（国民協会・立憲改進党ら）による嫌がらせでやましい所はない」として、これを拒否（大日本帝国憲法下の議院法では衆議院議長は勅任官扱いのため任免権は天皇にあった）。そこで明治天皇に対して星の解任を求める上奏案を152対126で可決した。対して、天皇からは「議院自ら不明なりしとの過失」として衆議院の怠慢を責める勅答が下された（これは、星への不信任を当時の外務大臣陸奥宗光への間接的攻撃とみた伊藤博文が宮内大臣土方久元に要請して出させたものとされる）。以降、星がなおも議長席に着席して職務を続ける姿勢を見せたため、12月5日には星の登院停止一週間の懲罰が決議された。しかし、登院停止が切れた12月12日に星がまたも議長席に座ろうとしたため、12月13日に最も重い懲罰である議員除名が議決（185対92：除名要件である出席議院の三分の二を超える67％が賛成）されたため、星は衆議院議員の資格を失い、自動的に議長を解任された。
- 病的読書癖・学者政治家 - 英・仏・独・伊・スペイン語を解し、膨大な蔵書を読破した。政治、法律、歴史のほかジェヴォンズやマクラウドなど最先端の経済学書も読んだ。横浜税関時代は神鞭知常、野沢鶏一らとウィリアム・ブラックストンの "Commentaries on the laws of England" を『英国法律全書』と題して翻訳出版（底本は短縮版のThe Student's Blackstone）した。獄中では早朝の薄明から、文字が読めなくなる頃まで読書に耽り、妻への手紙は洋書の注文と差し入れに関するものばかりであった。1888年、石川島監獄で、横山又吉が当時最新刊のマクラウドの『経済哲学』（田口卯吉訳、1885年）を読んでいると、星はその議論は欧州では既に陳腐に属し、無益、と言うので星の檻房を訪ねたところ、六、七冊の伊、英、仏、独の原書を投げ出し、これはみな新刊の経済書だ、これが読めぬようでは駄目で、今から政党員はせめて英仏語くらいを正式に修得しなければ生涯ただの運動屋にて了るのほかなし、と語った。しかし、妻にはジェヴォンズやリカードと併せてマクラウドの経済書を差し入れるよう依頼している[26]。決して知識をひけらかすことは無かったが、岡崎邦輔によれば、星は読書をしたいがために時間を惜しみ、無駄話を嫌い、格別の用もない訪問者を嫌い謝絶したために人気が出ず、高慢と言われたという。望月圭介が京都滞在中の星を訪ねたところ丁度食事中であり、膳の傍らに本を置いて読み、用談中も見向きもせず食事と読書をやめなかった。抗議すると自分は目で読み、口で食べ、耳で君の話を聞いている、疑うなら君の話したことを全部言って見せようと言ったという。蔵書は1万1千冊に及び、没後に慶應大学図書館に寄託された蔵書を閲した板倉卓造は学者政治家と呼んだ[27]。また、駐米公使時代も多くの図書を蒐集し、兵書も含まれていたため、駐在武官だった秋山真之が星の書斎から勝手に本を取り出し「こんなに沢山はとても読めないだろうから、自分が代わって読んで差し上げている」と嘯いたりしていた[28]。

- 陸奥宗光との関係 - 自らを引き立てた恩人陸奥との関係を抜きにしては星の行動は語れない。原敬のように陸奥を敬服してはいなかったが恩義を感じ、愚直に接した。自由党入党は弁護士として成功していた当時の星にとって積極的な動機はなく、獄中にあった陸奥の出獄後の地ならしであったというのが有力である。出獄後外遊した陸奥をよそに私財を投じ、板垣の我儘に耐え、自由党を維持したのも陸奥の選択肢を確保するためであった。それだけに1886年2月、帰国した陸奥が、10月に政府の無任所弁理公使となった時は失望し怒りを隠さなかった。陸奥にとっては自由党と藩閥政府の二者択一ではなく二者拮抗する状態こそが自らにとって最も望ましかった。陸奥は星を冷たく突き放したものの、疾しさが残り、第三議会に当たり議長としては河野広中が有望視されていたが、陸奥の意を汲んだ岡崎邦輔の奔走により星の衆議院議長が実現した。星は陸奥の指示もあり、松方内閣と厳しく対決、内閣弾劾決議案を可決、軍艦建造費ほかの新事業費は全額削除となり、松方内閣は崩壊した。次の陸奥が外相として入閣した第2次伊藤内閣に対しては自由党内を強引に方向転換させ、「和協の詔勅」の受諾でまとめた。しかし、この過程で星は自由党内のみならず、改進党や吏党からの憎悪を一身に受け、衆議院議長辞職を余儀なくされた。陸奥没後の星はなりふり構わず権力自体を目指し始めたように見える[29]。徳富蘇峰は星を陸奥門下とし、「虎のような星亨も陸奥の前ではほとんど猫のようだった」としてしている。

- ベンサムについて - 在英中にベンサムの "An Introduction to the Principle of Moral and Legislation"（1789年「道徳及び立法の諸原理序説」）を反復熟読した。理念に殉ずることよりも具体的な目的に有効か否か、また計量可能な成果を重視する星の態度にベンサムの影響を見ることができる。1877-78年、陸奥宗光、島田三郎（ベンサム『立法論綱』の翻訳者）らと英書の会読を行った。島田によれば、ある時陸奥から「人間是非の帰着する所如何」という問いが発せられ、星はベンサムの功利論に立つ法律的見地から論評したという。だが、たいした行動もできず官憲の弾圧を浴びる自由党の壮士らへは深く同情し、1884年に急進派の旗頭鈴木舎定が29歳の若さで急死した際、星はしきりに嗟嘆し、「人はいたずらに生きるばかりが能事ではない」と悲しみ、門弟の野沢から日頃唱えているベンサムの功利主義と違うではないかといわれ、「昔と全く違った。今は国のためには命を惜しまぬ」と答えたという。[30]

- 反エリート - 掛け値なしの貧民の出であり、出自に恵まれた知的エリートには反感を持ち、生涯相容れなかった。ロンドンのミドル・テンプル法学院で同窓だった馬場辰猪は土佐藩上士の家に生まれた藩費留学生であったが、一度議論の果てに掴み合いの喧嘩に終わり、それきり交際は無かったという。1883年の改進党攻撃に加わり、その後も度々改進党を偽党呼ばわりしたのも、小野梓、島田三郎をはじめとする順境を歩んだ知的エリートに対する増悪、エリート集団であるのに民意の代弁者をもって任ずることに我慢が出来なかったためである。[31]

- 星亨の銅像 - 墓所のある池上本門寺境内には星の銅像が置かれていたが、第二次世界大戦中の金属供出のため、台座を残して撤去された。戦後、遺族により台座は寄進されたものの、現在は日蓮上人の像が置かれている。
- 数々の汚職疑惑で当時から金権政治の権化と評されているが、私生活では慎ましく実直であったと言われる。後任の逓信大臣原敬も「淡泊の人にして金銭についてはきれいな男」と評し、また、中村菊男によれば「世間に伝えられているスキャンダルは、政敵の悪宣伝か、門下生や壮士のそれが多かったものと思われる」という[32]。星の存命中はもとより現代の政治家でも妾を持つことは珍しくないが、女性関係の潔癖さは星を非難している側でさえも認めざるを得ず、また、書生を含めて家中の者には愛情を持って接したと伝えられる。自らの資産形成に関してもあまり意を用いなかったと見られ、暗殺後に明らかになった星の遺産は1万円余りの借財のみだったという。
- 町名 - 栃木県宇都宮市星が丘の町名は星に由来し、昭和40年に制定された。[33]

## 配下
利光鶴松、小林清一郎、大塚常次郎、横田千之助、渡辺亨、磯部保次、林謙吉郎、小久保喜七、日向輝武、井上敬次郎、渡辺勘十郎、菅原伝などがいる。
星は海外経験を積ませて党の原動力とする狙いから渡米者の一部を支援し、帰国後には自由倶楽部員を政党機関紙誌などの要職や移民事業などに重用した。彼らは星派の中核を担う人材となり、自由倶楽部員も多くが星派に連なり、壮士の政治上昇の契機となった。

## 栄典
位階
- 1874年（明治7年）2月18日 - 従六位[37]（1885年6月、刑期確定に伴い位記返上達）
- 1896年（明治29年）4月30日 - 従四位[38]
- 1900年（明治33年）11月10日 - 正四位[39]
- 1901年（明治34年）6月21日 - 従三位[40]

勲章
- 1897年（明治30年）9月16日 - 勲三等旭日中綬章[41]
- 1901年（明治34年）6月21日 - 勲二等瑞宝章[40]

## 訳書
- 『海外万国偉績叢伝』萬巻楼（全4巻）、1872年。
- 『印紙税略説』大蔵省（有島武 共訳）、1873年。
- 『各国国会要覧』麗沢館、1886年。
- 『英国法律全書』東生亀次郎、1873-78年（底本はウィリアム・ブラックストンの著書の短縮版）[42]。
  - 首巻　NDLJP:785749
  - 第1編　巻之1　NDLJP:785750
  - 第1編　巻之2　NDLJP:785751
  - 第3編　巻之1上　NDLJP:785752
  - 第3編　巻之1下 　NDLJP:785753
  - 附録　全 　NDLJP:785754

## 主な評伝
- 前田蓮山『星亨傳』高山書院、1948年。
- 中村菊男『星亨』吉川弘文館（人物叢書101）、1963年、新装版1988年、ISBN　9784642051057、オンデマンド版2020年、ISBN	9784642751056
- 有泉貞夫『星亨』朝日新聞社（朝日評伝選27）、1983年。全国書誌番号　83027767
- 野沢鶏一編著『星亨とその時代 1・2』 新版（川崎勝・広瀬順晧校注）、平凡社〈東洋文庫〉、1984年。ワイド版2007年
- 竹内良夫『政党政治の開拓者　星亨』芙蓉書房、1984年。
- 鈴木武史『星亨 藩閥政治を揺がした男』中央公論社（中公新書）、1988年、ISBN　4-12-100869-3

## 関連作品
映画
- 日本暗殺秘録（1969年、演：千葉敏郎）

テレビドラマ
- 春の波涛（1985年、NHK、演：多田幸男）